# Ágnes Bánfai
Ágnes Bánfai (Budapest, República Popular de Hungría, 17 de septiembre de 1954 - Kismaros, Condado de Pest, Hungría, 20 de agosto de 2020) fue una gimnasta artística húngara, medallista de bronce mundial en 1974 en el concurso por equipos.

## Mundial de 1974
En el Mundial celebrado en Varna (Bulgaria) gana el bronce en el concurso por equipos, tras la Unión Soviética (oro) y Alemania del Este (plata), siendo sus compañeras de equipo: Marta Egervari, Mónika Császár, Zsuzsa Nagy, Zsuzsa Matulai y Krisztina Medveczky.